# El Tor
El Tor (árabe: الطور aṭ ṭūr; antiguo egipcio: Raitu), también conocido como Tur Sinaí, es la capital de la gobernación de Sinaí del Sur, localizada en la península del Sinaí, Egipto. 
El nombre de la ciudad proviene del nombre árabe del monte donde Moisés recibió las "Tablas de la Ley", según la tradición; este monte se llama Jabal Al Tor.
El desierto de Raitu está en torno a El Tor, entre el monte Sinaí y el mar Rojo.

## Historia
El primer asentamiento humano en la zona fue registrado bajo el nombre de Raitu, que en la época faraónica era un lugar de fácil acceso en las rutas hacia las canteras de minerales del Sinaí; fue denominado más adelante El Tor, por el próximo monte de Jabal Al Tor. 
Se convirtió en lugar de refugio para los cristianos que huían de la persecución durante el siglo tercero. Los “Mártires de Raitu” fueron 43 anacoretas muertos por sarracenos o beduinos invasores. En el siglo VI fue promovido el monasterio de Raitu, para los monjes cristianos, por el emperador bizantino Justiniano. Es parte de la archidiócesis del monte Sinaí y Raitu, de la iglesia ortodoxa de Jerusalén.
Junto al Monasterio de Raithu están las ruinas de El-Kilani. Excavaciones realizadas por una Misión Arqueológica Japonesa, desenterraron más de 4000 fragmentos de manuscritos, arrojando nueva luz de su desarrollo, las relaciones sociales y comerciales con la cultura romana, cristiana copta y bizantina, y del temprano islam.

## Ciencia
La bacteria del cólera, llamada El Tor, fue descubierta en este lugar en 1905.

## Clima
El Tor tiene un clima desértico cálido (Clasificación climática de Köppen BWh).
| Parámetros climáticos promedio de El-Tor | Parámetros climáticos promedio de El-Tor | Parámetros climáticos promedio de El-Tor | Parámetros climáticos promedio de El-Tor | Parámetros climáticos promedio de El-Tor | Parámetros climáticos promedio de El-Tor | Parámetros climáticos promedio de El-Tor | Parámetros climáticos promedio de El-Tor | Parámetros climáticos promedio de El-Tor | Parámetros climáticos promedio de El-Tor | Parámetros climáticos promedio de El-Tor | Parámetros climáticos promedio de El-Tor | Parámetros climáticos promedio de El-Tor | Parámetros climáticos promedio de El-Tor |
| Mes                                      | Ene.                                     | Feb.                                     | Mar.                                     | Abr.                                     | May.                                     | Jun.                                     | Jul.                                     | Ago.                                     | Sep.                                     | Oct.                                     | Nov.                                     | Dic.                                     | Anual                                    |
| ---------------------------------------- | ---------------------------------------- | ---------------------------------------- | ---------------------------------------- | ---------------------------------------- | ---------------------------------------- | ---------------------------------------- | ---------------------------------------- | ---------------------------------------- | ---------------------------------------- | ---------------------------------------- | ---------------------------------------- | ---------------------------------------- | ---------------------------------------- |
| Temp. máx. abs. (°C)                     | 28.8                                     | 29.7                                     | 35.9                                     | 38.9                                     | 42.6                                     | 42.4                                     | 42.5                                     | 40.5                                     | 38.2                                     | 35.6                                     | 31.7                                     | 28.7                                     | 42.6                                     |
| Temp. máx. media (°C)                    | 20.9                                     | 21.9                                     | 24.2                                     | 28.0                                     | 31.0                                     | 32.3                                     | 33.2                                     | 33.3                                     | 31.0                                     | 28.2                                     | 25.3                                     | 22.3                                     | 27.6                                     |
| Temp. media (°C)                         | 16.1                                     | 17.0                                     | 19.9                                     | 23.4                                     | 26.2                                     | 27.9                                     | 28.9                                     | 29.1                                     | 27.6                                     | 24.5                                     | 20.7                                     | 17.4                                     | 23.2                                     |
| Temp. mín. media (°C)                    | 9.5                                      | 10.2                                     | 13.5                                     | 17.2                                     | 20.3                                     | 23.1                                     | 24.0                                     | 24.8                                     | 23.2                                     | 19.1                                     | 14.4                                     | 11.4                                     | 17.6                                     |
| Temp. mín. abs. (°C)                     | 2.6                                      | 4.2                                      | 5.6                                      | 8.8                                      | 13.2                                     | 18.4                                     | 20.3                                     | 20.7                                     | 17.2                                     | 10.5                                     | 7.0                                      | 5.8                                      | 2.6                                      |
| Precipitación total (mm)                 | 0                                        | 0                                        | 0                                        | 0                                        | 0                                        | 0                                        | 0                                        | 0                                        | 0                                        | 1                                        | 1                                        | 5                                        | 7                                        |
| Días de precipitaciones (≥ 1.0 mm)       | 0                                        | 0                                        | 0                                        | 0                                        | 0                                        | 0                                        | 0                                        | 0                                        | 0                                        | 0                                        | 0                                        | 0.1                                      | 0.1                                      |
| Humedad relativa (%)                     | 53                                       | 51                                       | 53                                       | 55                                       | 56                                       | 57                                       | 59                                       | 63                                       | 66                                       | 61                                       | 58                                       | 55                                       | 57.2                                     |
| Fuente n.º 1: NOAA                       |                                          |                                          |                                          |                                          |                                          |                                          |                                          |                                          |                                          |                                          |                                          |                                          |                                          |
| Fuente n.º 2: Climate Charts             |                                          |                                          |                                          |                                          |                                          |                                          |                                          |                                          |                                          |                                          |                                          |                                          |                                          |